# Shakawe Airport
Shakawe Airport är en flygplats i Botswana.   Den ligger i distriktet North-West, i den nordvästra delen av landet, 800 km nordväst om huvudstaden Gaborone. Shakawe Airport ligger 1 032 meter över havet.
Terrängen runt Shakawe Airport är huvudsakligen platt. Shakawe Airport ligger uppe på en höjd. Trakten runt Shakawe Airport är nära nog obefolkad, med mindre än två invånare per kvadratkilometer.. Närmaste större samhälle är Shakawe, 0,89 km norr om Shakawe Airport.
Omgivningarna runt Shakawe Airport är huvudsakligen savann.